# 君のためにできること (テレビドラマ)
『君のためにできること』は、1992年7月6日～9月28日まで毎週月曜日21:00～21:54にフジテレビ系列（月曜9時枠の連続ドラマ）にて放送されていた日本のテレビドラマ。
9月28日･最終回のみ（この日は「オールスターものまね王座決定戦!!スペシャル」を19:00～21:24に放送）21:30～22：24に放送。日本ではソフト化がされていないが、台湾ではDVDが発売されている。
主題歌に起用された小野正利「You're the Only…」はミリオンセラーを記録、挿入歌のKIX-S「また逢える…」も60万枚を超える大ヒットとなった。

## あらすじ
交通事故で死んだ主人公は事故の加害者にゴーストとして乗り移り、生前の恋人と再会する。映画「ゴースト/ニューヨークの幻」翻案のラブファンタジー。

## 出演者
- 神崎達矢／日方正樹：吉田栄作
- 関根亮子：南野陽子
- 本間萌子：石田ゆり子
- 柏倉堅：森脇健児
- 神崎エリカ：一色紗英
- 高刀かおる：藤原礼実
- 木田ゆか：大塚寧々（女優デビュー作）
- 佐伯令子：高橋リナ
- 次長：山内としお
- 河野由岐江：広崎うらん
- 高刀忠義：村井国夫
- 水島啓一朗：竹内力
- ヘルパー：岸田今日子

## テーマソング
- 主題歌：小野正利「You're the Only…」
- 挿入歌：KIX-S「また逢える…」

## スタッフ
- 脚本：瀧川晃代、中園ミホ
- 演出：松田秀知、河野圭太、木下高男
- 音楽：石田勝範
- プロデュース：高橋萬彦
- プロデューサー補：東海林秀文、川上一夫
- 演出補：木下高男、小幡直正、川上一夫
- 撮影：川田正幸、木村祐一郎
- 制作：フジテレビ、製作著作：共同テレビ

## 放送日程
| 各話                                                      | 放送日    | サブタイトル     | 視聴率 |
| --------------------------------------------------------- | --------- | ---------------- | ------ |
| 第1話                                                     | 1992/7/6  | 別れ             | 20.3%  |
| 第2話                                                     | 1992/7/13 | 偽りの愛         | 17.8%  |
| 第3話                                                     | 1992/7/20 | 心の傷           | 18.8%  |
| 第4話                                                     | 1992/7/27 | 逢いたい         | 15.2%  |
| 第5話                                                     | 1992/8/3  | 帰れない         | 15.7%  |
| 第6話                                                     | 1992/8/10 | 届かぬ心         | 16.4%  |
| 第7話                                                     | 1992/8/17 | 好きです         | 16.4%  |
| 第8話                                                     | 1992/8/24 | 愛せない         | 15.5%  |
| 第9話                                                     | 1992/8/31 | 信じたい         | 18.4%  |
| 第10話                                                    | 1992/9/7  | 危機             | 16.6%  |
| 第11話                                                    | 1992/9/14 | 涙のキス         | 15.3%  |
| 第12話                                                    | 1992/9/21 | 最後のプロポーズ | 16.9%  |
| 最終話                                                    | 1992/9/28 | また逢える       | 16.3%  |
| 平均視聴率16.9%（視聴率は関東地区・ビデオリサーチ社調べ） |           |                  |        |